# كارين كشويندت
كارين كشويندت مواليد 14 سبتمبر 1968 في سويسرا، هي لاعبة كرة مضرب نمساوية سابقة بدأت مسيرتها كمحترفة سنة 1986 وكانت تلعب باليد اليمنى، اعتزلت اللعب في 2000. أعلى تصنيف لها في الفردي كان المركز الـ 37 في سنة 1996. أعلى تصنيف لها في الزوجي كان المركز الـ 45 في سنة 1996.

## روابط خارجية
- كارين كشويندت على موقع رابطة محترفات التنس (الإنجليزية)
- كارين كشويندت على موقع الاتحاد الدولي لكرة المضرب (الإنجليزية)
- كارين كشويندت على موقع كأس بيلي جين كينغ (الإنجليزية)
- كارين كشويندت على موقع بطولة ويمبلدون (الإنجليزية)
- كارين كشويندت على موقع خلاصة التنس.كوم (الإنجليزية)